# Brachycormus
Brachycormus noachius
Genre
Espèce
Brachycormus est un genre fossile d'amphibiens salamandridés de l'Oligocène-Miocène d'Europe. En 2022, et selon Paleobiology Database, le genre est monotypique avec une seule espèce décrite Brachycormus noachius.

## Présentation
L'espèce Brachycormus noachius a été décrite par Georg August Goldfuss en 1831,
La néoténie est évidente chez certains spécimens larvaires par la rétention d'arcs branchiaux et un degré élevé d'ossification dans le squelette hyobranchial. La raison de cette néoténie peut s'expliquer par une baisse de la température globale lors de l'événement de refroidissement Oligocène, qui a pu induire un retard du développement somatique par rapport au développement gonadique de ces animaux, leur permettant ainsi de se reproduire au stade larvaire et de se déplacer le moment de leur changement de développement pour faire face aux changements climatiques.